# آرثر ديل
آرثر ديّل (بالإنجليزية: Arthur Diehl)‏ هو رسام أمريكي، ولد في 1870، وتوفي في 12 يناير 1929.